# NGC 14
NGC 14 är en oregelbunden galax i stjärnbilden Pegasus.